# خواكيم لافي
خواكيم لافي هو كاتب سيناريو ومخرج سويسري، ولد في 1976 في جنيف في سويسرا.

## وصلات خارجية
- خواكيم لافي على موقع IMDb (الإنجليزية)
- خواكيم لافي على موقع كينوبويسك (الروسية)